# Svänzons
Svänzons är ett dansband i Sundsvall i Sverige bildad 1970. 
Gruppen bildades 1970 och kallades då Brian Munc och de dåvarande medlemmarna hade redan tidigare spelat ihop i olika konstellationer sedan mitten av 60-talet. Namnet Svänzons, eller SVÄNZÅNS, som originalnamnet stavades, kom till 1972. Svänzons blev ett heltidsband 1977.
Börje Håsäther (blås), Lars-Inge Lodin (orgel), Örjan Berggren (gitarr) och Yngve Lindström (trummor) träffades 1969 och bestämde sig för att börja spela tillsammans. Inte långt därefter anslöt sig Stefan Sundström (bas) och Lasse Stålnacke (blås) och gruppen Brian Munc såg dagens ljus. 1971 slutade Lasse och då tillfrågades Johnny Berggrenom att spela sexafon i bandet. I samma veva ändrades repertoaren i riktning mot modern dansmusik och namnet ändrades till Svänzåns. Nu följde några år av turnerande som fritidsmusiker. 1974 valde Yngve att sluta och Tomas Aronsson äntrade trumsetet och man blev heltidsmusiker. Samtidigt slutade Stefan och Johnny och Kenneth Gradin började som basist.
De senaste 30 åren har bandet spelat på heltid över hela Sverige och även spelat in några skivor. Första LP:n Svänzåns kom ut 1977. 1994 släpptes det kritikerrosade albumet Nya steg som än idag räknas som en av vår tids bästa dansbandsalbum.[källa behövs] CD:n ansågs representera något helt nytt och är än idag en förebild för många av våra moderna dansband.
Bandet deltog i Lördans 1987 och Dansbandskampen 2009.

## Medlemmar
- Jens Pääjärvi:Vokal
- Örjan Berggren: Gitarr, munspel och sång
- Roger Melander: Gitarr och sång
- Assar Danielsson: Bas
- Nicklas Rångefors: Trummor

## Diskografi

### Fullängdsalbum
- 1977 - Svänzåns så klart
- 1994 - Nya steg
- 2008 - Favoriter genom tiderna

### Singlar
- 1979 - The Right Way To Go / Love me tonight
- 1982 - Mariana / She Looked Like An Angel
- 1987 - Sommartider / Higher and Higher
- 1990 - Långt i från / Last forever
- 1998 - Varje gång du går förbi / Mitt på en led
- 1999 - Just den man
- 2001 - Rytmen av ett regn / Maria
- 2002 - Guardien Angel
- 2003 - Timrå knockar / Bilderna av dig
- 2004 - Sommaren är här igen
- 2009 - Kärleken förändrar allt
- 2022 - Kom Kom
- 2022 - Marita
- 2023 - September

## Melodier på topplistor

### Svensktoppen
- 1995 Sommartider - testades men missade
- 1999 Varje gång du går förbi - testades men missade

### Sverigetoppen
- 2004 Sommaren är här igen - 12 veckor [2][3][4]

### Fotnoter
1. ↑  Artistguiden - Svänzons[död länk]
2. ↑  Sverigetoppen juni 2004 Arkiverad 6 februari 2005 hämtat från the Wayback Machine.
3. ↑  Sverigetoppen juli 2004 Arkiverad 6 februari 2005 hämtat från the Wayback Machine.
4. ↑  Sverigetoppen augusti 2004 Arkiverad 6 februari 2005 hämtat från the Wayback Machine.